# Cophogryllus simonsi
Cophogryllus simonsi är en insektsart som beskrevs av Otte, D. 1987. Cophogryllus simonsi ingår i släktet Cophogryllus och familjen syrsor. Inga underarter finns listade i Catalogue of Life.